# Pachodynerus guadulpensis
Pachodynerus guadulpensis är en stekelart som först beskrevs av Henri Saussure 1853.  Pachodynerus guadulpensis ingår i släktet Pachodynerus och familjen Eumenidae. Inga underarter finns listade i Catalogue of Life.